# Armadillidium gestroi
Armadillidium gestroi Tua, 1900 è un crostaceo dell'ordine degli Isopoda, endemico della Riviera Ligure di Ponente.
L'epiteto specifico è un omaggio a Raffaello Gestro, conservatore e successivamente direttore del Museo di storia naturale di Genova.

## Distribuzione
La specie è endemica di una ristretta area della Riviera di Ponente, in Provincia di Savona. La località tipo è Finale Ligure.

## Allevamento
La specie è apprezzata nell'hobby dell'allevamento di isopodi in terrario.